# Všeradice
Všeradice är en ort i Tjeckien.   Den ligger i regionen Mellersta Böhmen, i den centrala delen av landet, 30 km sydväst om huvudstaden Prag. Všeradice ligger 345 meter över havet och antalet invånare är 396.
Terrängen runt Všeradice är kuperad åt nordost, men åt sydväst är den platt. Runt Všeradice är det ganska tätbefolkat, med 100 invånare per kvadratkilometer. Närmaste större samhälle är Beroun, 10,3 km norr om Všeradice. Trakten runt Všeradice består till största delen av jordbruksmark.